# 飯島肇
飯島 肇（いいじま はじめ、1973年4月29日 - ）は、日本の男性声優、ナレーター。神奈川県出身。大沢事務所所属。

## 人物
かつては、オフィスCHKに所属していた。
声優デビュー前はアクションチーム、キャスタッフに所属していた。
2015年、赤塚不二夫公認サイトでの「第4回シェー!コンテスト」で審査員特別賞を受賞した。

## 出演

### テレビアニメ
2001年
- 超GALS!寿蘭（2001年 - 2002年、和歌山、店員、教頭先生、町内会長、先生）
- デジモンテイマーズ（自衛隊指揮官、検察官）
- フルーツバスケット（校長先生）
- おジャ魔女どれみ シリーズ（2001年 - 2002年、人事担当者B、柴田の飼い犬） - 2シリーズ

2002年
- サイボーグ009 THE CYBORG SOLDIER（プワ＝ワーク人・C）
- SAMURAI DEEPER KYO（鬼頭蠍馬）
- デジモンフロンティア（ゴブリモン、医者）
- 灰羽連盟（紳士）
- HAPPY★LESSON（教頭）
- プリンセスチュチュ（審判、図書の者）
- 円盤皇女ワるきゅーレ（2002年 - 2003年、アジロ、父、じいさん、係員、配達員 他） - 2シリーズ
- りぜるまいん（パパA、じいさん、司令官、各国のパパA）

2003年
- 明日のナージャ（係員、村人、運転手、ハーコート家の執事）
- 一騎当千（2003年 - 2010年、楽就、亡者、于禁文則） - 4シリーズ
- おじゃる丸（亡き者）
- 金色のガッシュベル!!（ドンポッチョ）
- SUBMARINE SUPER 99（X-187副官、聴音手、本部管制官）
- 時空冒険記ゼントリックス（ロックマンたち）
- 探偵学園Q（算数の先生）
- TEXHNOLYZE（与野、男B）
- 忍たま乱太郎（順忍）
- BPS バトルプログラマーシラセ（警備員）
- PEACE MAKER 鐵（番頭、浪人、船頭、蕎麦屋、浪士 他）

2004年
- アズサ、お手伝いします!（原田）
- エルフェンリート（狙撃手、クレープ屋）
- GANTZ 〜the first stage〜（畑中寛、米倉正智、近藤裕太、男、族B、ゾク）
- グレネーダー 〜ほほえみの閃士〜（大将、店の主人 他）
- クレヨンしんちゃん（ツクベ社長）
- 月詠 -MOON PHASE-（ラーメン屋親父、編集長）
- ビューティフル ジョー（ボルケーノ）
- φなる・あぷろーち（益田誠一郎、水兵）
- BLEACH（梅定敏盛、デモウラ）
- マーメイドメロディー ぴちぴちピッチ ピュア（メヒカリ、染五郎、謎の声〈リヒトとみかるの父〉）
- 勇午 〜交渉人〜（メレンコフ、兵士1、隊員A 他）

2005年
- ガラスの仮面（川口慶一）
- 交響詩篇エウレカセブン（ディレクター、ゴールキーパー）
- ゾイドジェネシス（ディガール大佐）
- BLOOD+（稲嶺純一郎）
- フルメタル・パニック! The Second Raid（スペック）
- ロックマンエグゼStream（マキタ）

2006年
- あさっての方向。（からだ父）
- ウィッチブレイド（船長）
- Canvas2 〜虹色のスケッチ〜（教師、男子生徒）
- 銀魂（子連れ狼）
- くじびき♥アンバランス（使用人A）
- 地獄少女（店主）
- 少年陰陽師（穂積諸尚）
- 奏光のストレイン（ジェイク）
- タクティカルロア（司令長官）
- ノエイン もうひとりの君へ（医者）
- 妖逆門（一角）
- プリンセス・プリンセス（男）
- Project BLUE 地球SOS（ロバート、銀髪の怪人）
- xxxHOLiC（アヤカシ）
- MUSASHI -GUN道-（修行僧D、修行僧G、殿様、三好清海入道）
- 吉永さん家のガーゴイル（エイバリー、デュラハン、揚げのアキヒコ、小森）
- らぶドル 〜Lovely Idol〜（音響監督）

2007年
- 月面兎兵器ミーナ（アブダクト星人）
- 精霊の守り人（露天商）
- ぼくらの（佐久間）
- レ・ミゼラブル 少女コゼット（庁舎の職員、捕まる男、市庁舎職員）

2008年
- 喰霊-零-（隊長）
- ストライクウィッチーズ（衛生兵）
- ネットゴーストPIPOPA（ルーアン、ドクターフォレスト、星越）
- BUS GAMER
- BLASSREITER（警察署長）
- ポルフィの長い旅（守衛）
- 薬師寺涼子の怪奇事件簿（田戸村亮順）
- ヤッターマン（第2作）（丈治の祖父）

2009年
- 犬夜叉 完結編（竜人）
- 鋼殻のレギオス（ゴルネオ・ルッケンス）
- シャングリ・ラ（加藤大臣、閣僚C）
- 空を見上げる少女の瞳に映る世界（校長先生）
- テガミバチ（コビィロフ）
- Phantom 〜Requiem for the Phantom〜（黄炎峰）
- ミチコとハッチン（班長）
- ライブオン CARDLIVER 翔（Q・B）

2010年
- おとめ妖怪 ざくろ（あ様）
- 俺の妹がこんなに可愛いわけがない（監督〈一之瀬真一〉）
- ダンス イン ザ ヴァンパイアバンド（政治家A）
- 伝説の勇者の伝説（タイル）
- HEROMAN（警官C）

2011年
- 青の祓魔師（ブルギニョン）
- 魔乳秘剣帖（谷間前内）
- ラストエグザイル-銀翼のファム-（エルンスト・キールス・リンデマン艦長）

2012年
- クイーンズブレイド リベリオン（カリバラ族の長老、長老）
- CØDE:BREAKER（補佐官）
- 遊☆戯☆王ZEXAL（ノスフェラトゥ中島）

2013年
- 銀の匙 Silver Spoon（広野先生）
- PSYCHO-PASS サイコパス（青年）
- 絶園のテンペスト（小隊長）
- 八犬伝―東方八犬異聞―（章彦の父）

2014年
- 東京ESP（隊長）
- ブレイク ブレイド（テルトン）
- 魔弾の王と戦姫（マスハス＝ローダント）
- 遊☆戯☆王ARC-V（ニコ・スマイリー）

2015年
- 下ネタという概念が存在しない退屈な世界（錦ノ宮祠影）
- それが声優!（店長）
- ディスク・ウォーズ:アベンジャーズ（バイビースト）
- 夜ノヤッターマン（医者）

2016年
- アルスラーン戦記 風塵乱舞（ボイラ）
- 食戟のソーマ 弐ノ皿（審査員D）
- 侍霊演武:将星乱（何晏）
- レガリア The Three Sacred Stars（カリム・アル・タラキ）

2017年
- 100%パスカル先生（体賢者パスカル）

2018年
- 伊藤潤二『コレクション』（父、三宅、山内、教師、義父 他）
- オトッペ（エレキー）
- ころがし屋のプン（カタツムリ）
- フルメタル・パニック! Invisible Victory（スペック）
- ハイスクールD×D HERO（ナウド・ガミジン）
- バキ（ホールズ）

2019年
- ベイブレードバースト 超ゼツ（じいや）
- 転生したらスライムだった件（2019年 - 2024年、エンリオ、バッカス） - 2シリーズ
- スター☆トゥインクルプリキュア（男性教師、編集長、タコリン）
- コップクラフト（地元刑事）

2022年
- オンエアできない!（バロン岩永）
- 真・一騎当千（楽就）

2025年
- 妃教育から逃げたい私（セバスチャン）
- まったく最近の探偵ときたら（コーチ）

### 劇場アニメ
2002年
- エクスドライバー the Movie
- Piaキャロットへようこそ!! -さやかの恋物語-（父親）

2011年
- ブレイク ブレイド（バルド隊隊員A）

2012年
- ドラゴンエイジ -ブラッドメイジの聖戦-（アルテ）

2013年
- SHORT PEACE「火要鎮」（お若の父）

2016年
- モンスターストライク THE MOVIE はじまりの場所へ（アカシャ）

2017年
- 交響詩篇エウレカセブン ハイエボリューション1（入国管理官）

2019年
- PSYCHO-PASS サイコパス Sinners of the System（猿飛光喜）

2023年
- 劇場版 PSYCHO-PASS サイコパス PROVIDENCE（猿飛光喜）

### OVA
2001年
- HAPPY★LESSON（黒人SP）

2002年
- Happy World!（猛の父）

2004年
- Phantom -PHANTOM THE ANIMATION-

2005年
- きらめき☆プロジェクト（2005年 - 2006年、本田大介）

2006年
- 大魔法峠（第三セク太、ピルピル、体育教師、ゼーフェル）
- HELLSING（警部、円卓会議要人<ref">“HELLSING Ⅱ CAST”. HELLSING 公式サイト. 2024年3月20日閲覧。</ref>、傭兵、神父、十字軍指揮官） - 5作品

2008年
- やなせたかしメルヘン劇場 ごろごろごろたん（ぶる）

2010年
- クイーンズブレイド 美しき闘士たち（ガディム）

2012年
- 一騎当千 集鍔闘士血風録（楽就）

### Webアニメ
- リーンの翼（2005年）
- ごきチャ!!（2011年、父）
- ベイウォーリアーズ サイボーグ（2015年、通信員）
- 伊藤潤二『マニアック』（2023年、引摺四五郎[16]）

### ゲーム
2001年
- シェンムーII

2002年
- ストロングホールド（掘削兵）
- マジデスファイト!（レイヴン）

2004年
- クラッシュ・バンディクー 爆走!ニトロカート（ディンゴダイル）
- クラッシュ・バンディクー5 え〜っ クラッシュとコルテックスの野望?!?（ディンゴダイル、ウォーラス）

2005年
- キノの旅 II -The Beautiful World-（若い番兵）
- ラジアータ ストーリーズ（チャーリー）

2006年
- シークレット オブ エヴァンゲリオン（ポーター）
- 天外魔境 ZIRIA〜遥かなるジパング〜

2007年
- CRYSIS（ラジオの声）
- シークレット オブ エヴァンゲリオン ポータブル（ポーター）
- 名探偵エヴァンゲリオン（国分寺ノリオ）
- レインボーシックス ベガス（マイケル・ウォルター 他）
- ASH -ARCHAIC SEALED HEAT-（ロングソード）

2008年
- ジグソーワールド 〜大激闘!ジグバトル・ヒーローズ〜（ラムダ）
- レインボーシックス ベガス 2（マイケル・ウォルター 他）

2009年
- 朧村正（熊五郎）

2010年
- アサシン クリード ブラザーフッド
- HOSPITAL. 6人の医師（セオドア・ゲイシー）

2011年
- エースコンバット アサルト・ホライゾン（ホセ・“ガッツ”・グティエレス）
- ガチンコヒーローズ（マーレー）
- Kinect: ディズニーランド・アドベンチャーズ（ゴールデンチケット）
- スライ・クーパー コレクション（マーレー）

2012年
- シュガーリィ ウィッシュ -Limited-（八木剛人）
- テイルズ オブ エクシリア2（イーマイ）
- 特命戦隊ゴーバスターズ（カッターロイド）
- ロリポップチェーンソー（ジョーズィー）

2013年
- KILLER IS DEAD（ジャイアントヘッド）
- The Last of Us（アール、大学のレコーダーの声、黒い防具服の男）
- プレイステーション オールスター・バトルロイヤル（マーレー）

2016年
- オーディンスフィア レイヴスラシル

2017年
- 探偵 神宮寺三郎 GHOST OF THE DUSK（田中弘）

### ドラマCD
2002年
- アクエリアンエイジ-オリオンの少年- Vol．3（警官）

2003年
- カオス レギオン
- 琴姫様、乱心!（琴姫・バスの運転手）
- 東京タブロイド（店員、アナウンサー）
- 優しいけれど意地悪で Sweet but Nasty（若狭の父、男A）

2004年
- 少年陰陽師（穂積諸尚）
- 沈黙の狼（安田正）

2005年
- 赤の神紋3〜JEALOUS YELLOW〜（池部）
- トリニティ・ブラッド Trinity Blood File #04 ROMAN HOLIDAY（看守）
- 篁破幻草子 宿命よりもなお深く（右大臣・橘有茂）

2006年
- 愛と欲望は学園で2（会議主催者）
- 愛と欲望は学園で3（李の父親）

2008年
- ご主人様はヤバイ奴（舘）

2009年
- 胡鶴捕物帳（熊野）

2010年
- しなこいっ（ナレーション）

2014年
- ハード・デイズ・ナイツ 「SOMEDAY」（リーダー）

### 吹き替え

#### 担当俳優
アマウリー・ノラスコ
- トリック 難事件はオレにお任せ（マイク・アルバレス）
- フェイク シティ ある男のルール（コズモ・サントス刑事）
- マックスペイン（ジャック・ルピノ）
- リゾーリ&アイルズ4（ラファエル・マルティネス）

#### 映画（吹き替え）
1998年
- ガルフ・ウォー

2000年
- イズント・シー・グレート
- エア・バディ2
- 真・三國志 天地戦乱（孫権〈彭志義〉）

2001年
- 沈黙のテロリスト

2002年
- 悪魔の呼ぶ海へ（リッチ〈ジョシュ・ルーカス〉）
- イン・ザ・ベッドルーム
- ウインドトーカーズ（キトリング〈キース・キャンベル〉）※ソフト版
- ウォーターワールド ※テレビ東京版
- コン・エクスプレス
- ザ・ファントム ※テレビ朝日版
- チョコレート
- ブラックホーク・ダウン（ジョン・ビールズ中尉〈ヨアン・グリフィズ〉）
- ロマンスX

2003年
- アバウト・シュミット
- アンディ・ガルシア 沈黙の行方（ブラッド〈デビッド・ミルバーン〉）
- アメージング・ハイウェイ60（ベイカー〈マイケル・J・フォックス〉）
- エバーラスティング 時をさまようタック
- 奪還 DAKKAN -アルカトラズ-
- サランヘヨ あなたに逢いたくて
- シスター・エスカレーション
- フラッシュフラッド
- フレイルティー 妄執
- ホワイト・オランダー（教師〈サム・ケイトリン〉）
- デッドコースター（スティーブ・アダムズ保安官代理）※ソフト版
- デス・フロント（トーマス・クイン一等兵〈アンディ・サーキス〉）
- ドッグ・ソルジャー（ブルース〈トーマス・ロックヤー〉）
- ニュー・ガイ〜ハイスクール★ウォーズ〜
- メイド・イン・マンハッタン ※ソフト版
- レジェンド・オブ・アロー ロビン・フッドの娘 ※NHK版

2004年
- オーシャン・オブ・ファイヤー
- キャスパー ※DVD・BD版
- 9000マイルの約束
- ニューオーリンズ・トライアル
- バイオハザードII アポカリプス
- ブラック・スコルピオン（フランク･ギャノン刑事〈ドルフ・ラングレン〉）
- ファイヤークラッシュ 灼熱のカタストロフ ※テレビ東京版
- ブルドッグ
- リザレクション
- 恋愛適齢期
- レジェンド・オブ・メキシコ/デスペラード（フィデオ〈マルコ・レオナルディ〉）

2005年
- 愛についてのキンゼイ・レポート（ポール・ゲブハルト〈ティモシー・ハットン〉）
- キング・コング
- ザ・インタープリター
- シルバーホーク
- スター・ウォーズ エピソード3/シスの復讐
- 小さな魔法使いと秘密の城 リトル・ウィッチ2
- ニュースの天才
- 人間人形 デッドドヲル
- ビヨンド the シー 夢見るように歌えば（デビッド〈マット・リッピー〉）
- ファイナル・オプション（ベイカー）※DVD版
- Uボート 最後の決断
- 私の頭の中の消しゴム
- ワンナイト・イン・モンコック

2006年
- アンダートウ 決死の逃亡（ディール〈ジョシュ・ルーカス〉）
- インソムニア（フランシス）※テレビ東京版
- グリース（コーチ・カルホーン〈シド・シーザー〉）※ソフト版
- 忘れえぬ想い（ファイ〈ラウ・チンワン〉）

2007年
- アドレナリン（アレックス〈ジェイ・エクスカーラ〉）
- カリブの海賊王（ギボンズ〈ジェームズ・ヒラー〉）
- ポイント45（ホセ〈ヴィンセント・ラレスカ〉）

2008年
- アレックス・ライダー
- ハプニング
- 88ミニッツ
- ブレイブ ワン
- ランボー/最後の戦場（エン・ジョー〈ティム・カン〉）※ソフト版
- 魔法にかけられて

2009年
- 戦場のレクイエム（ルオ・グアンティアン）
- ヒーロー・ウォンテッド（デレク〈トミー・フラナガン〉）

2010年
- バッド・ルーテナント（ビッグ・フェイト〈アルヴィン・“イグジビット”・ジョイナー〉）
- ビッグ・バグズ・パニック（PJ）

2011年
- ソフィア・ローレン 母の愛
- ワイルド・スピード MAX ※テレビ朝日版
- ワイルド・スピード MEGA MAX（チャト〈ヨーゴ・コンスタンティン〉）

2012年
- ザ・マペッツ（ホーボー・ジョー〈ザック・ガリフィアナキス〉）

2013年
- 47RONIN（座長）
- ワイルド・スピード EURO MISSION

2015年
- アイスマン 超空の戦士（ニッ・フー）
- アナーキー（ピザーニオ〈ジョン・レグイザモ〉）
- 泣く男（ビョン室長）
- パーフェクト・プラン（カーン〈オマール・シー〉）
- ファイナル・ゲーム（スリム〈ネイト・パーカー〉）
- マッドマックス 怒りのデス・ロード（オーガニック・メカニック〈アンガス・サンプソン〉）※劇場公開版

2016年
- ターザン:REBORN（カーコバー少佐〈キャスパー・クランプ〉）
- ブラフマン・ナーマン 〜性春のファイナルアンサー〜（ラームー）

2017年
- キングのメッセージ（ジェイコブ・キング〈チャドウィック・ボーズマン〉）

2019年
- ボヘミアン・ラプソディ（ジョン・ディーコン〈ジョゼフ・マゼロ〉）

2020年
- プライベート・ウォー（トニー・ショウ〈スタンリー・トゥッチ〉）

2022年
- M3GAN ミーガン（コール〈ブライアン・ジョーダン・アルバレス〉）

2023年
- ドント・ウォーリー・ダーリン（ディーン〈ニック・クロール〉）

2024年
- マッドマックス:フュリオサ（オーガニック・メカニック〈アンガス・サンプソン〉）
- 犯罪都市 PUNISHMENT（キム・マンジェ〈キム・ミンジェ〉）

#### ドラマ
2002年
- パワーレンジャー・ロスト・ギャラクシー（怒りの戦士）

2003年
- ERVIII緊急救命室（ソープ）#9 #18
- スタートレック:エンタープライズ（クヴァグ将軍〈ジェイムズ・エイヴリー〉、ケルビー少佐〈デレク・マジャール〉 他）
- パワーレンジャー・ライトスピード・レスキュー（ゲートキーパー）
- ホスピタル・アンダー・シージ
- 名探偵ポワロ 戦勝舞踏会事件（ユースタス・ベルテン）※NHK版・追加吹き替え分
- 名探偵ポワロ マースドン荘の惨劇（アンドリュー・ブラック大尉、警官）※NHK版・追加吹き替え分
- 名探偵ポワロ ミューズ街の殺人（警官）※NHK版・追加吹き替え分

2005年
- 射鵰英雄伝（南希仁〈楊光華〉、王処一〈王剛〉）
- CSI:2 科学捜査班 #11
- CSI:3 科学捜査班 #23
- デスパレートな妻たち #1

2006年
- CSI:ニューヨーク #14 #17
- ツタン・カーメンの秘宝 失われた王宮/太陽の王子
- プリズン・ブレイク #1 #2
- 名探偵モンク シーズン4（校長先生）#8

2007年
- CSI:マイアミ4（ベンチュリー）#17
- プリズン・ブレイク シーズン2 #11 #12

2008年
- ファン・ジニ（トクパル）
- 碧血剣（帰辛樹〈王剛〉）

2009年
- コールドケース #5 #16
- 第一容疑者 希望のかけら（トレイナー警部補）
- 突然!サバイバル
- 名探偵モンク シーズン6（ラモーン）#1

2010年
- 蒼穹の昴（王逸〈屈楊〉）

2011年
- コールドケース5（モート・アッカーソン〈デヴィッド・スターズィック〉）
- CSI:マイアミ6（ニコラス・パイク〈デヴィッド・S・リー〉）#6
- NIKITA / ニキータ シーズン3（オーウェン〈デヴォン・サワ〉）#16

2012年
- コールドケース7 ザ・ファイナル（レイ・ビアンキ刑事〈過去〉）#8
- 主任警部アラン・バンクス
- CSI:ニューヨーク5 #6（ドノヴァン弁護士）
- CSI:ニューヨーク6 #3（カーティス〈ベンジャミン・ベニテス〉）
- デスパレートな妻たち6 #12 #14
- 続ハリーズ・ロー 裏通り法律事務所
- FRINGE/フリンジ シーズン4
- BONES シーズン6 #18

2014年
- ザ・フォロイング #2（ジョーディ・レインズ）
- ジェームズ・ボンドを夢見た男

2015年
- 刑事フォイル #1 #2
- 西海岸捜査ファイル グレイスランド（ジェレマイア・ベロ〈ベンガ・アキナベ〉）

2016年
- THE BLACKLIST/ブラックリスト（リチャード・エイブラハム海軍大将）
- 名探偵ポワロ 愛国殺人（警官）※NHK版・追加吹き替え分
- 名探偵ポワロ もの言えぬ証人（クラブのウェイター）※NHK版・追加吹き替え分

2017年
- コード・ブラック 生と死の間で（ピート・ディレーニー〈ボリス・コジョー〉）
- ザ・ファイブ －残されたDNA－
- ブラインドスポット2 タトゥーの女

2021年
- デッドウォーター・フェル〜虚像に殺された家族〜（スペンサー・コリンズ警部〈ゴードン・ブラウン〉）（全4話）

2023年
- サイロ（ホルストン・ベッカー〈デヴィッド・オイェロウォ〉）
- プラトニック（ウィル〈セス・ローゲン〉）

2024年
- お騒がせ探偵!スペンサー・シスターズ #7（カイル）

2025年
- ガバメント・チーズ（ハンプトン・チェンバース〈デヴィッド・オイェロウォ〉）
- 激情のコロッセオ 死にゆく者たち（スコルプス〈ディミトリ・レオニダス〉）

- エテルナウタ（オマル〈アリエル・スタルタリ〉）

#### アニメ
2004年
- スパイダーマン（ウォン）
- ティーン・タイタンズ（カタロウ）

2005年
- ジャッキー・チェン・アドベンチャー（チョウ、シー・ウー、ノーム・コップ、若い頃のおじさん）

2006年
- ウィッチ -W.I.T.C.H.-（アルダーン、ドレイク）
- ライアンを探せ!

2010年
- キック ザ・びっくりボーイ
- プリンセスと魔法のキス（ビューフォード・デューク）

2011年
- 塔の上のラプンツェル（スタビントン兄弟）

2012年
- ニセものバズがやって来た（ミニ・ザーグ、フック）
- ラプンツェルのウェディング（スタビントン兄弟）

2013年
- きんきゅうしゅつどう隊 OSO（Mr.ドス）

2014年
- アナと雪の女王（カイ）

2016年
- アベンジャーズ・アッセンブル（アットゥマ）

2019年
- アナと雪の女王2（ノーサルドラのリーダー）

2020年
- トムとジェリー ショー4（スパイク）

2021年
- LEGO スター・ウォーズ/恐怖のハロウィーン（グリーヴァス将軍）

#### その他
2001年
- クラシック・ロイヤルシート「作曲家の横顔〜ハンス・ヴェルナー・ヘンツェ〜」（声の出演）

2004年
- 地球ドラマチック「ニューヨークはこうして生まれた」（声の出演）
- BS世界のドキュメンタリー「肥満が発展途上国を襲う」（声の出演）

2005年
- 華麗なるミュージカル〜ブロードウェーの100年〜（声の出演）

2006年
- 地球ドラマチック「スペース・ツーリスト 〜宇宙ビジネス最前線〜」（声の出演）

2007年
- 地球ドラマチック「宇宙船を作ろう」（声の出演）

2009年
- NHKスペシャル「揺れる大国 プーチンのロシア プーチンのリスト 〜強まる国家資本主義〜」（声の出演）
- プレミアム8 シリーズ“皇帝”たちの野望「ナポレオン 最後の戦い」（声の出演）

2011年
- BBC地球伝説 パイレーツ・オブ・カリビアン 真実の物語（ナレーション）

2012年
- BS世界のドキュメンタリー「軍事政権とメディア 〜“ミャンマー タイムズ”の日々〜」（ナレーター）

2013年
- BBC地球伝説 シリーズ「緑の惑星〜地球進化の謎」（ナレーター）

2014年
- ホテル・ヘル 熱血!再生プロジェクト（声の出演）

2015年
- BS世界のドキュメンタリー 危険な時代に生きる（クリス・ヘイズ）

2016年
- ブレイブ 勇敢なる者「Mr.トルネード〜気象学で世界を救った男〜」（声の主演）
- 地球ドラマチック「あなたの知らない"自由の女神"〜隠された謎に迫る〜」（声の出演）
- BS世界のドキュメンタリー「提案8号」への挑戦 〜アメリカ 同性婚を巡る闘い〜（声の出演）
- BS世界のドキュメンタリー「ノルマンディー上陸作戦のすべて」（ナレーター）
- BS世界のドキュメンタリー いまに至る道（スティーブン・ジョンソン）

2017年
- シェフのテーブル（ウラジミール・ムーヒン）
- 地球ドラマチック「究極のツタンカーメン（後編）」（声の出演）
- BS世界のドキュメンタリー「難民審査官 決断のとき」（語り）

2019年
- BS世界のドキュメンタリー「プロパガンダ ウソを売る技術」（声の出演）

2020年
- BS世界のドキュメンタリー「エアフォースワンと歴代大統領の秘密」（ナレーター）

2023年
- BS世界のドキュメンタリー「ストップモーションアニメを紡ぐ -エストニア 激動の時代を越えて-」（ナレーター）

### 映画
2013年
- 永遠の0

### 特撮
2000年
- ウルトラマンティガ THE FINAL ODYSSEY

2009年
- 仮面ライダーW（ニュースの声、ティーレックス・ドーパントの声）
- トミカヒーロー レスキューファイアー（AI音声）

2012年
- 特命戦隊ゴーバスターズ（カッターロイドの声）

2013年
- 獣電戦隊キョウリュウジャー（デーボ・ザイホーンの声、デーボ・ザイホドローンの声）

2017年
- 宇宙戦隊キュウレンジャー（オメーガの声）
- ウルトラマンジード（サタンゾーグの声）
- 帰ってきたアイゼンボーグ（恐竜魔王ゴッテスの声）

2020年
- ウルトラギャラクシーファイト（2020年 - 2022年、ウルトラマンケン / ウルトラの父の声） - 2シリーズ

### オーディオドラマ
2012年
- 武装中学生（東防中教師）

2017年
- フルメタル・パニック! 踊るベリー・メリー・クリスマス（スペック）

### テレビドラマ
2011年
- 世にも奇妙な物語 2011年 秋の特別編「憑かれる」（フジテレビ） - キャラクターの声

### ナレーション
- 胃腸薬のわかもと製薬 強力わかもとテレビCM
- 京都ぶらり歴史探訪（BS朝日）
- Hulu厳選!配信ドラマアワード!!（2017年1月4日、日本テレビ）
- ぐるぐるナインティナイン ゴチになります17（2016年、日本テレビ）
- スゴ腕!RC模型ビルダー（ディスカバリーチャンネル）
- BS朝日各番組番宣ナビゲーター
- BS11番組番宣CM
- ヘンないきもの（2014年 - 2017年、フジテレビ）
- メイキング特番 映画「オケ老人!」（2016年、名古屋テレビ 他）
- BS世界のドキュメンタリー

### バラエティ他
- 有吉・真夏のアブナイ話（フジテレビ）
- 家政婦になってミタ!世界のワケあり家族（テレビ朝日）
- オールナイトHuLu（日本テレビ）
- 感動!奇跡のどうぶつ王国泣いて笑ってお宝映像SP（2011年3月30日、フジテレビ）
- 奇跡体験!アンビリバボー（フジテレビ）
- 仰天クイズ! 珍ルールSHOW（テレビ東京）
- 現代の驚異シリーズ（ヒストリーチャンネル）
- 幻解!超常ファイル（NHK BSプレミアム） - アドルフ・ヒトラーの声 他
- ザ!世界仰天ニュース（日本テレビ）
- 探そう!ニッポン人の忘れもの（フジテレビ）
- 人生が変わる1分間の深イイ話（日本テレビ）
- 世界の怖い夜!（TBS）
- 世界最強の勇者たち（日本テレビ）
- SENSORS（日本テレビ）
- ネプ&イモトの世界番付（日本テレビ）
- ペットの王国 ワンだランド（テレビ朝日）
- マンガみたいな!!ミラクル映像博覧会（テレビ朝日）

### その他
- ウルトラマンフェスティバル2016（バルタン星人の声）

### シリーズ一覧
1. ↑  第3期『も〜っと!おジャ魔女どれみ』（2001年）、第4期『おジャ魔女どれみドッカ〜ン！』（2002年）
2. ↑  第1期（2002年）、第2期『十二月の夜想曲』（2003年）
3. ↑  第1期（2003年）、第2期『Dragon Destiny』（2007年）、第3期『Great Guardians』（2008年）、第4期『XTREME XECUTOR』（2010年）
4. ↑  第1期（2019年）、第3期（2024年）
5. ↑  『Ⅰ』（2006年）、『Ⅱ』（2006年）、『Ⅲ』（2007年）、『Ⅵ』（2009年）、『Ⅷ』（2011年）
6. ↑  第2作『大いなる陰謀』（2020年）、第3作『運命の衝突』（2021年 - 2022年）

### 初出話一覧
1. ↑  第45話初出
2. 1 2  第2話初出